# Трістан Мюрай
Трістан Мюрай (фр. Tristan Murail, 11 березня 1947, Гавр) — французький композитор та педагог. Один із творців спектралізму.

## Біографія
Народився в Гаврі в літературній сім'ї. Батько — поет, мати — журналістка. Обидві його сестри та брат стали письменниками. Спочатку студіював економіку, політологію та арабську мову. У 1967 році поступає в Паризьку консерваторію де вивчає композицію в класі Олів'є Мессіана. У 1971 році здобуває нагороду Французької академії та дворічне стипендійне перебування на віллі Медічі. Тут знайомиться з Джячінто Шелсі та його творчістю, що й мало вирішальний вплив на подальший розвиток творчого шляху Трістана Мюрая. У 1973 році Трістан Мюрай разом із Рожером Тессьєром, Мішелем Левіна, Гюґо Дюфором та Жераром Грізе, створює творче об'єднання і ансамбль сучасної музики L'Itinéraire, що стало експериментальним середовищем в якому зароджувалась течія спектральної музики. З 1997 року він – професор Колумбійського університету в Нью-Йорку і активний працівник найбільшої паризької студії IRCAM, куди мріє потрапити кожен композитор, який пише електронну музику.

## Творчість
Трістан Мюрай – один з провідних сучасних композиторів Франції, котрий працює у сфері спектральної музики.  В основі спектральної музики, на якій будується більшість творів Трістана Мюрая, лежить природний обертоновий звукоряд. Композитор спеціально вивчав акустику і досліджував обертони за допомогою комп'ютера. В його творах в основному звучать класичні європейські інструменти, але їх можливості часто розширені електронікою. Крім того, композитор періодично використовує і різноманітні шуми. Взагалі його творче кредо полягає в тому, що будь-який звук потенційно може бути музичним.

## Основні твори
- 1969 — Couleur de Mer.
- 1970 — Altitude 8000, для оркестру
- 1970 — Où Tremblent les Contours, для двох альтів
- 1971 — Les Miroirs étendus, для хвиль Мартено та фортепіано
- 1971 — Ligne de non-retour, для семи інструментів
- 1971 — Mach 2,5, для двох хвиль Мартено
- 1972 — Au-delà du Mur du son, для великого оркестру
- 1972 — Estuaire, 2 п'єси для фортепіано
- 1972 - L'attente, для семи інструментів
- 1973 — Cosmos privé, для оркестру
- 1973 — La Dérive des continents, для солюючого альта та струнного оркестру
- 1973, Les Nuages de Magellan
- 1974 — Tigre de verre, для хвиль Мартено та фортепіано
- 1974 — Transsahara express, для фагота і фортепіано
- 1974-1975 — Sables
- 1976 — C'est un jardin secret, ma sœur, ma fiancée, une fontaine close, une source scellée для альта соло
- 1976 — Mémoire / Erosion, для валторни дев'яти інструментів
- 1977 — Tellur, для гітари
- 1977 — Territoires de l'oubli, для фортепіано
- 1978 — Ethers, для флейти та інструментального ансамблю
- 1978 — Treize couleurs du soleil couchant
- 1979 — Les Courants de l'espace, для хвиль Мартено і малого оркестру
- 1980 — Gondwana, для оркестру
- 1982 — La Conquête de l'Antarctique, для хвиль Мартено
- 1982 — Désintégrations, для 17 інструментів та електронних звуків
- 1984 — Vampyr!, для електрогітари, extrait de Random Access Memory
- 1985 — Sillages, для оркестру
- 1985 — Time and again, для оркестру
- 1986 — Atlantys, для 2 синтезаторів DX7 Yamaha, extrait de Random Access Memory
- 1986 — Vision de la Cité Interdite, для 2 синтезаторів DX7 Yamaha, extrait de Random Access Memory
- 1984-1987 — Random Acces Memory
- 1988 — Vues aériennes, для валторни, скрипки, віолончелі та фортепіано
- 1989 — Allégories, для 6 інструментів та електронних звуків
- 1986-1988 — Les Sept Paroles du Christ en Croix, для оркестру і хору
- 1990 — Le Fou à pattes bleues, для флейти (in G та in C) і фортепіано
- 1990-1991 — La Dynamique des fluides, для оркестру
- 1992 — Attracteurs étranges, для віолончелі
- 1992 — Cloches d'adieu, et un sourire… in memoriam Olivier Messiaen, для фортепіано
- 1992 — Serendib, для ансамблю з 22 музикантів
- 1993 — La Barque mystique, для віолончелі
- 1993 — La Mandragore, для фортепіано
- 1993-1994, L'Esprit des dunes, для ансамблю
- 1995 — …amaris et dulcibus aquis…, для змішаного хору та електронних звуків
- 1995 — Unanswered questions, для флейти
- 1996 — Bois flotté, для фортепіано, тромбона, струнного тріо, синтезованих звуків та електронного пристрою
- 1996 — Le partage des eaux, для великого оркестру
- 1998 — Comme un oeil suspendu et poli par le songe… , для фортепіано
- 1998 — Feuilles à travers les cloches, extrait de «Portulan», для флейти, скрипки, віолончелі та фортепіано
- 2000 — Winter fragments (2000), для флейти, кларнета, фортепіано, скрипки, віолончелі та електронного пристрою
- 2001 — Le lac, для оркестру
- 2002 — Les Travaux et les Jours для фортепіано
- 2003-2004 — Terre d'ombre, для великого оркестру та електронних звуків
- 2005 — Pour adoucir le cours du temps, для 18 інструментів та електроніки
- 2006 — Les Ruines circulaires', extrait de «Portulan», для кларнета і скрипки
- 2006 — Seven Lakes Drive, extrait de «Portulan», для флейти, кларнета, валторни, фортепіано, скрипки і віолончелі
- 2007 — Contes cruels pour 2 електрогітар та ансамблю